# Меркурьев, Валериан Антонович
Валериа́н Анто́нович Мерку́рьев (21 января 1907 — 13 мая 1969) — советский военачальник, генерал-майор Советской армии, участник Великой Отечественной войны. Герой Советского Союза (1944).

## Биография
Родился в посёлке Косья Тобольской губернии. Рано оставшись без родителей, работал на асбестовском руднике и на лесоразработках.
В РККА с октября 1929 года. Окончил артиллерийское отделение Кремлёвской объединенной военной школы имени ВЦИК. Военную службу проходил на Дальнем Востоке. Участвовал в боевых действиях на озере Хасан в 1938 году.
Участник Великой Отечественной войны с 1942 года. Воевал на Волховском, Северо-Западном, Степном, Центральном, 1-м, 2-м и 3-м Белорусских фронтах. Четырежды был ранен.
В бою 28 декабря 1942 года подполковник Меркурьев, будучи командиром 294-м артиллерийского полка 170-й Уральской стрелковой дивизии, лично проверил установку артиллерийских батарей на огневых позициях. В ходе боя лично вставал к орудию и вёл огонь по противнику.
30 декабря 1942 года, корректируя огонь батарей, добился уничтожения узла сопротивления противника. Это позволило стрелковым подразделениям выдвинуться далеко вперёд. За свои действия был награждён орденом Красной Звезды.
20 июля 1943 года был назначен на должность командующего артиллерией 399-й стрелковой дивизии.
К декабрю 1943 года командир артиллерии дивизии Меркурьев показал себя как грамотный и храбрый офицер. В боях лично руководил действиями артиллерии с наблюдательного пункта. Во время преследования противника всё время находился в боевых порядках войск, в результате чего артиллерия дивизии не отстала от пехоты. Благодаря своевременной артиллерийской поддержке были освобождены до 200 населённых пунктов. На подручных средствах артиллеристы успешно форсировали реки Десна, Сож, Березина. При отражении одного из наступлений противника артиллерией дивизии, под личным командованием Меркурьева, было подбито 8 танков и уничтожено до полка пехоты противника. Сам Валериан Антонович был отмечен орденом Красного Знамени.
В боях с 24 по 30 июня 1944 года по прорыву обороны противника в районе деревни Костюшево (Гомельская область Белорусской ССР) полковник Меркурьев показал высокие результаты при выполнении поставленных боевых задач. Артиллерия под его руководством нанесла немецким войскам значительный урон в живой силе и технике, освобождая проход пехоте. В результате подразделения дивизии продвинулись далеко вперёд, уничтожив и взяв в плен несколько сотен солдат и офицеров противника. Меркулов был награждён орденом Суворова III степени.
Особо Валериан Антонович отличился в начале сентября 1944 года. 3 сентября 399-я стрелковая дивизия начала наступление с прорыва обороны противника в районе деревни Рынек (северо-западнее польского города Острув-Мазовецки). Под руководством Меркурьева была произведена правильная расстановка артиллерийских средств, конкретная постановка задач на основании точной разведки. В результате огневая система противника была сразу подавлена и расстроена, было уничтожено 38 орудий разного калибра с прислугой и 6 миномётных батарей.
4 сентября части дивизии подошли к реке Нарев. Меркурьев лично возглавил руководство переправой артиллерии через реку. В 4 часа утра он первым с батареей противотанкового дивизиона переправился на западный берег и организовал артиллерийское прикрытие переправы. Им был обнаружен брод, по которому переправились артиллерийские силы.
5 сентября немецкие подразделения перешли в контрнаступление. Валериан Антонович лично руководил огнём артиллерийской батареи. Итоги боя — уничтожено 15 танков, 8 бронетранспортёров и 2 бронемашины врага. В трудный момент боя, когда у одного орудия погиб весь расчёт, Меркурьев встал к этому орудию и прицельным огнём уничтожил 4 танка и 2 бронетранспортёра врага.
В это же день в ходе организованной артиллерийской подготовки были опрокинуты заслоны шести танковых дивизий противника и расширен плацдарм на расстояние около 4 километров. Немецкие войска понесли большие потери.
Указом Президиума Верховного Совета СССР от 18 ноября 1944 года за мужество, отвагу и героизм, проявленные на фронте борьбы с немецко-фашистскими захватчиками, полковнику Меркурьеву Валериану Антоновичу было присвоено звание Героя Советского Союза.
14 января 1945 года дивизия в наступательном бою начала прорыв глубоко эшелонированной обороны противника в районе Глотково — Дзержаново (Польша). Артиллерия под командованием Меркурьева подавила и расстроила всю немецкую систему обороны.
При организованной артиллерийской подготовке советские войска прошли с боями за четыре дня 46 километров, нанося противнику большой урон в живой силе и технике. За это время было уничтожено 625 солдат и офицеров, 30 пулемётов, 6 пушек, 4 миномётные батареи, 3 артиллерийские батареи, 4 ДЗОТа, подбито 2 танка и 3 самоходные пушки, захвачено много трофеев.
После победы продолжил службу в ВС СССР. Командовал артиллерией 49-го стрелкового корпуса, был командиром 5-й истребительной бригады 52-й армии Прикарпатского военного округа.
В 1953 году ушёл в запас в звании генерал-майора. Жил в городе Краснодаре. Скончался 13 мая 1969 года. Похоронен на  Славянском кладбище в Краснодаре.

## Награды
- Медаль «Золотая Звезда» № 4724;
- орден Ленина № 23719;
- два ордена Красного Знамени (3.04.1944, 15.11.1950);
- орден Суворова III степени (8.08.1944);
- орден Кутузова II степени (29.06.1945);
- два ордена Красной Звезды (27.01.1943, 3.11.1944);
- медали.